# Volkswagen K70
Volkswagen K70 — среднеразмерный автомобиль компании Volkswagen, выпускавшийся с 1970 по 1975 год. Вытеснен с конвейера моделью Volkswagen Passat.

## История
Впервые автомобиль Volkswagen K70 был представлен в марте 1969 года на Женевском автосалоне. Автомобиль производился на заводе NSU Motorenwerke, где получил название NSU K70. Автомобиль был призван заменить NSU Ro 80.
26 апреля 1969 года заводы NSU Motorenwerke и Volkswagen слились, и автомобиль получил название Volkswagen K70.
До 1975 года автомобиль производился параллельно с Volkswagen Passat.

## Галерея

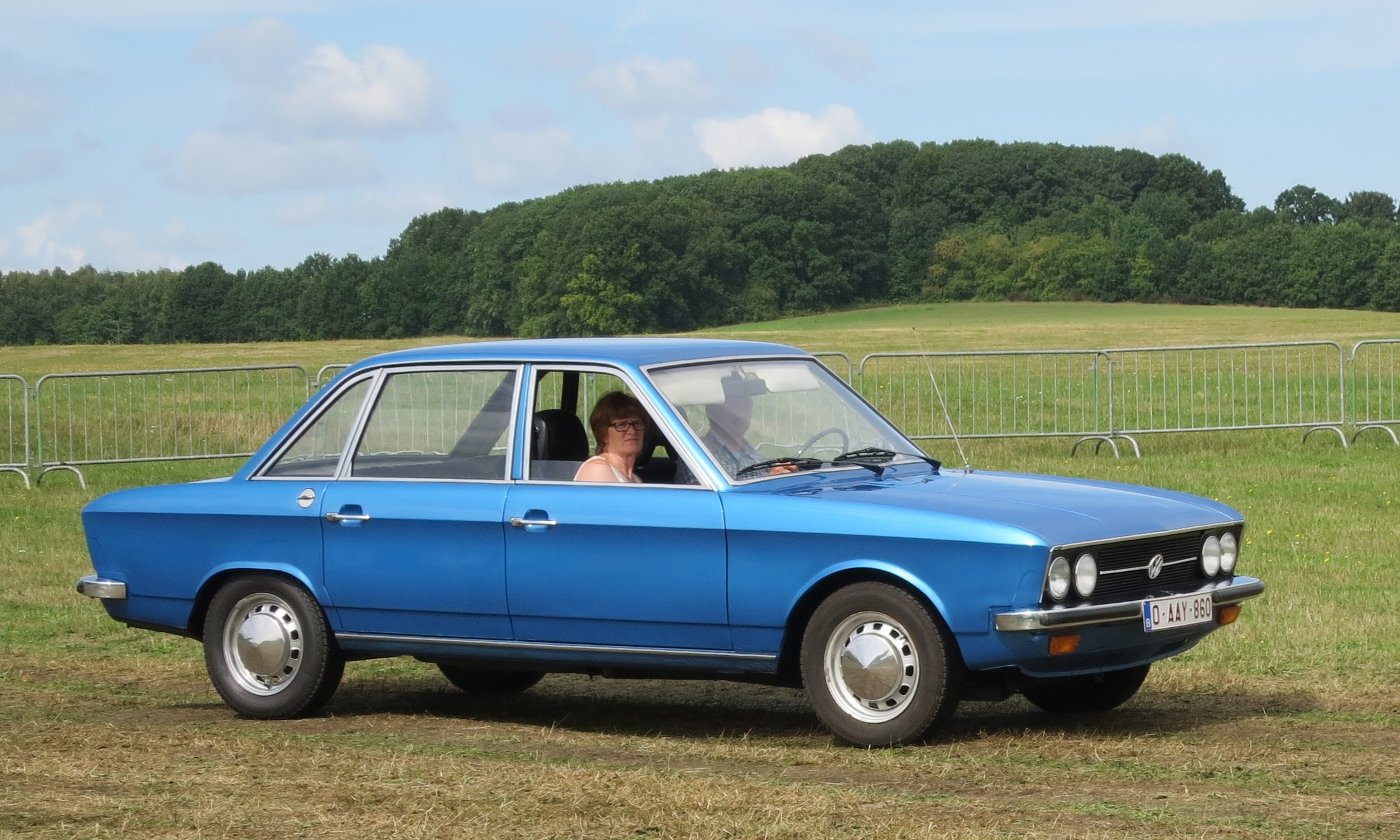
Volkswagen K70
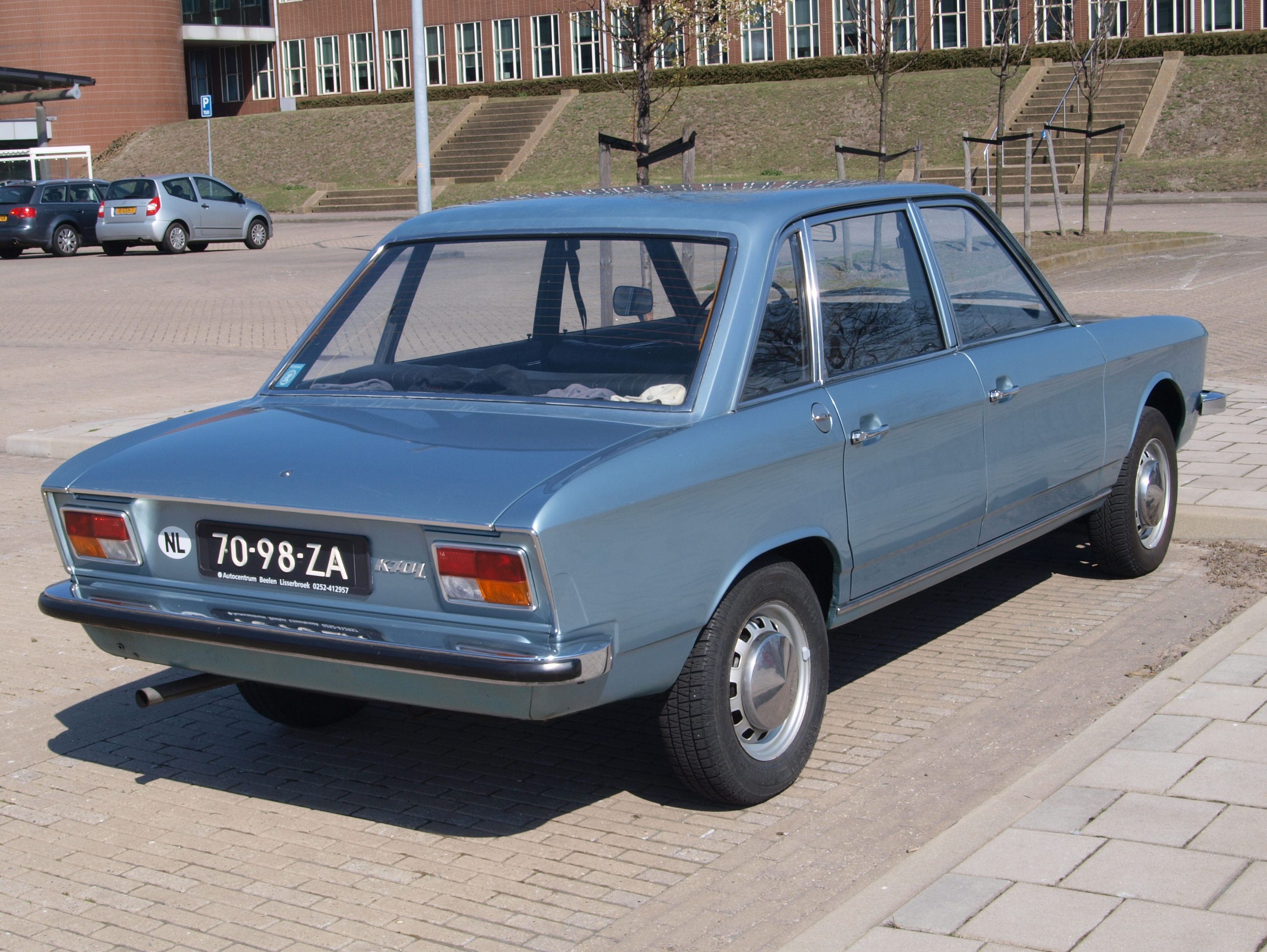
Volkswagen K70L
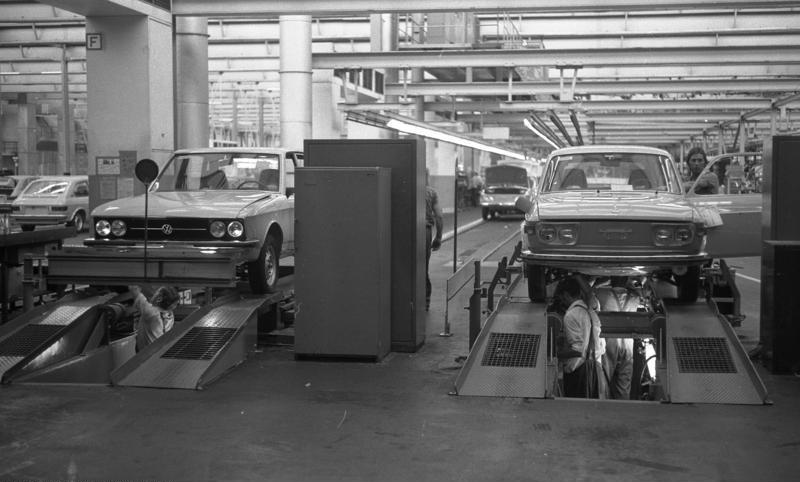
Сборка автомобиля

## Технические характеристики
| VW K70                          | 1600                     | 1600L                    | 1800LS                    |
| ------------------------------- | ------------------------ | ------------------------ | ------------------------- |
| Годы производства:              | 1970–1974                | 1970–1973                | 1973–1974                 |
| Количество цилиндров двигателя: | 4                        | 4                        | 4                         |
| Диаметр x Ход:                  | 82 x 76 мм               | 82 x 76 мм               | 87 x 76 мм                |
| Объём:                          | 1605 см3                 | 1605 см3                 | 1807 см3                  |
| Мощность:                       | 75 л. с. при 5200 об/мин | 90 л. с. при 5200 об/мин | 100 л. с. при 5300 об/мин |
| Крутящий момент:                | 122 Н*м при 3500 об/мин  | 134 Н*м при 4000 об/мин  | 152 Н*м при 3750 об/мин   |
| Трансмиссия:                    | 4-скор. МКПП             | 4-скор. МКПП             | 4-скор. МКПП              |
| Напряжение:                     | 12 В                     | 12 В                     | 12 В                      |
| Масса:                          | 1060 кг                  | 1060 кг                  | 1100 кг                   |
| Полная масса:                   | 1510 кг                  | 1510 кг                  | 1560 кг                   |
| Колёсная база:                  | 2690 мм                  | 2690 мм                  | 2690 мм                   |
| Длина:                          | 4420 мм                  | 4420 мм                  | 4470 мм                   |
| Ширина:                         | 1685 мм                  | 1685 мм                  | 1665 мм                   |
| Высота:                         | 1450 мм                  | 1450 мм                  | 1435 мм                   |
| Размеры шин:                    | 165SR14                  | 165SR14                  | 165SR14                   |
| Максимальная скорость:          | 148 км/ч                 | 158 км/ч                 | 162 км/ч                  |
| Расход топлива:                 | 12,5 л/100 км            | 13,5 л/100 км            | 13,5 л/100 км             |